# Écully
Écully is een gemeente in de Franse Métropole de Lyon (regio Auvergne-Rhône-Alpes). De plaats maakt deel uit van het arrondissement Lyon. Écully telde op 1 januari 2022 18.019 inwoners.

## Geografie
De oppervlakte van Écully bedroeg op 1 januari 2022 8,45 vierkante kilometer; de bevolkingsdichtheid was toen 2.132,4 inwoners per km².

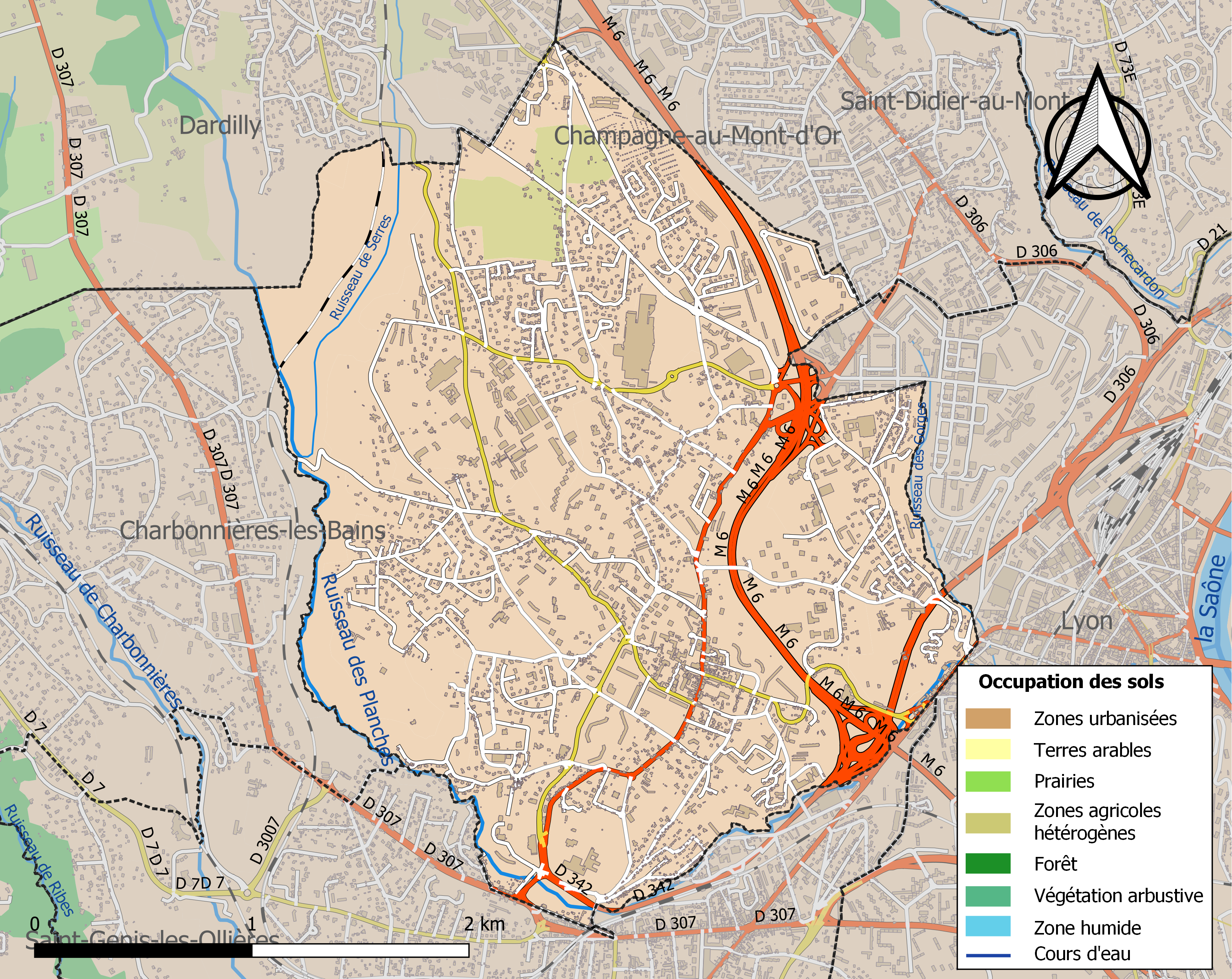
Kaart van de gemeente met de belangrijkste infrastructuur, bodemgebruik en omliggende gemeenten

## Demografie
Onderstaande figuur toont het verloop van het inwonertal (bron: INSEE-tellingen).

## Geboren
- Melvin Bard (6 november 2000), voetballer

## Onderwijs
- École centrale de Lyon
- EMLYON Business School